# 南出凌嘉
南出 凌嘉 （みなみで りょうか、2005年8月10日 - ）は、日本の俳優。大阪府 大阪市大正区出身。スターダストプロモーション制作1部所属。かつてはNEWSエンターテインメントに所属していた。

## 略歴
2012年後期連続テレビ小説『純と愛』でNHK朝ドラ初出演を果たし、テレビドラマ初出演。（子役デビュー）。
2014年4月12日公開映画『クローズEXPLODE』で映画初出演。
2015年1月期TBS系金曜ドラマ『ウロボロス〜この愛こそ、正義。』で生田斗真演じる主人公の幼少期を演じ、民放ドラマ初出演。
2016年12月17日公開『映画 妖怪ウォッチ 空飛ぶクジラとダブル世界の大冒険だニャン!』で映画初主演。
2020年10月期関西テレビ・フジテレビ系火9ドラマ『姉ちゃんの恋人』で有村架純演じる主人公の弟役を演じ、ゴールデンプライムタイムの連続ドラマに初めてレギュラー出演。

## 人物
- 趣味:読書、ドラマ・映画・アニメ鑑賞[2] 空手[2]

## 出演
太字は主演、もしくはメインキャラクター。

### テレビドラマ
- 連続テレビ小説（NHK）
  - 純と愛（2012年10月 - 2013年3月） - 待田愛（幼少期）役
  - あさが来た（2015年9月28日 - 2016年3月2日） - 白岡新次郎（幼少期）役
  - らんまん 第2週（2023年4月10日 - 14日） - 竹雄（少年期）役
- ボーダーライン 第2回（2014年10月11日、NHK総合） - 健一 役
- ウロボロス〜この愛こそ、正義。（2015年1月16日 - 3月20日、TBS） - 龍崎イクオ（幼少期）役
- 土曜ワイド劇場「京都美食タクシー殺人レシピ」（2015年6月13日、テレビ朝日） - 佐々山清彦（幼少期） 役
- あの日見た花の名前を僕達はまだ知らない。（2015年9月21日、フジテレビ） - 宿海仁太 役
- 科捜研の女 第4話（2015年、テレビ朝日） - 義本青流（幼少期） 役
- 仮面ライダーゴースト 第5話（2015年11月8日、テレビ東京） - 篠崎幹太 役
- 大阪環状線 ひと駅ごとの愛物語 第9話（2016年3月9日、関西テレビ） - 悠一（幼少期） 役
- 釣りバカ日誌〜新入社員 浜崎伝助〜 伊勢志摩で大漁! 初めての出張編（2017年、テレビ東京） - ケータ 役
- 立花登青春手控え2（2017年4月7日 - 5月26日、NHK総合） ‐ 巳之吉（幼少期）役
- 水戸黄門 第7話（2017年11月15日、BS-TBS）
- リピート～運命を変える10か月～ 第3話（2018年1月25日、日本テレビ・読売テレビ） - 天童淳史 役
- 家族の旅路 家族を殺された男と殺した男（2018年2月3日 - 3月24日、フジテレビ・東海テレビ） - 浅利祐介（幼少期）役
- モブサイコ100（2018年1月19日 - 4月6日、テレビ東京） - 影山茂夫 / モブ（幼少期）役
- 花のち晴れ〜花男 Next Season〜（2018年4月17日 - 6月26日、TBS） - 平海斗（幼少期）役
- 昭和元禄落語心中 第2話 - 最終話（2018年10月19日 - 12月14日、NHK総合）- 有楽亭助六(初太郎)（少年期）役
- スキャンダル専門弁護士 QUEEN 第4話（2019年1月31日、フジテレビ） - 佐久間怜 役
- スローな武士にしてくれ〜京都 撮影所ラプソディー〜（2019年3月23日、NHK BSプレミアム）
- 我が家のヒミツ 第4話（2019年3月24日、NHK BSプレミアム）
- ひみつ×戦士 ファントミラージュ!（2019年4月7日 - 2020年6月28日、テレビ東京） - 坂上文秋 役
- ラジエーションハウス〜放射線科の診断レポート〜 第5話（2019年5月6日、フジテレビ） ‐ 藤本直樹 役
- アライブ がん専門医のカルテ 第5話（2020年2月6日、フジテレビ） ‐ 長尾優斗 役
- 陰陽師（2020年3月29日、テレビ朝日）- けら男 役
- 姉ちゃんの恋人（2020年10月27日 - 12月22日、関西テレビ・フジテレビ） - 安達朝輝 役[4][5]
- コールドケース3 〜真実の扉〜 第1話 - 第2話（2020年12月5日 - 12月12日、WOWOW） - 牛久明良（幼少期）役
- 向こうの果て（2021年5月14日 - 7月2日、WOWOW） - 君塚公平（幼少期）役
- ひきこもり先生 第2話 - 最終話（2021年6月12日 - 7月10日、 NHK総合） - 坂本征二 役
- ハコヅメ～たたかう！交番女子～ 第2話（2021年7月14日、日本テレビ） - 高木優太 役
- NICE FLIGHT! 第1話（2022年7月22日、テレビ朝日） - 中尾翔平 役
- 善人長屋 第5話（2022年8月5日、NHK BSプレミアム、NHK BS4K） - 少年犀香 役
- 泳げ!ニシキゴイ 第18話 - （2022年8月11日 - 、日本テレビ） - 長谷川浩之（主人公の弟） 役
- 新・ミナミの帝王 第22作（2023年3月25日、関西テレビ） - 長谷川涼 役[6]
- やさしい猫（2023年6月24日 - 7月29日、NHK総合） - ナオキ 役[7]
- 時をかけるな、恋人たち 第2話・第10話（2023年10月17日・12月12日、関西テレビ・フジテレビ） - 古市ヒロキ 役[8]
- 君が獣になる前に 第7話 - 第11話（2024年5月18日 - 6月15日、テレビ東京） - 鳥飼真人 役[9]
- 宙わたる教室 第6話 - 第10話 （2024年11月2日 - 12月10日、NHK総合テレビジョン、NHK BSプレミアム4K）- 丹羽要 役
- 夜ドラ あおぞらビール（2025年6月16日 - 、NHK総合） - 松宮一朗太 役[10]

### 映画
- クローズEXPLODE（2014年4月12日、東宝） - 鏑木旋風男（幼少期）役
- 映画 妖怪ウォッチ 空飛ぶクジラとダブル世界の大冒険だニャン!（2016年12月17日、東宝） - 天野ケータ 役[3]
- 青夏 きみに恋した30日（2018年8月1日、松竹） - 船見颯太 役[11]
- キングダム（2019年4月19日、東宝 / ソニー・ピクチャーズ エンタテインメント） - 漂（幼少期）役
- ザ・ファブル（2019年6月21日、松竹） - ファブル（幼少期）役
- 燕ーイエンー（2020年6月5日 / 高雄映画祭正式招待作品） - 林龍心（幼少期）役
- 劇場版 ひみつ×戦士 ファントミラージュ! 〜映画になってちょーだいします〜（2020年7月23日、KADOKAWA / イオンエンターテイメント） - 坂上文秋 役
- 糸（2020年8月21日、東宝） - 高橋漣（少年期）役[12]
- あのこは貴族（2021年2月26日、東京テアトル / バンダイナムコアーツ） - 岡上晃太 役
- 星屑の子（2021年4月27日、 ショートショートフィルムフェスティバル & アジア 2021） - セネブ 役[13]
- 夏への扉 -キミのいる未来へ-（2021年6月25日公開、東宝 / アニプレックス） - 高倉宗一郎（少年期）役
- サユリ（2024年8月23日公開、ショウゲート） - 神木則雄 役[14]

### バラエティ 他
- 痛快TV スカッとジャパン（フジテレビ）
  - 「公園を占領するガミガミおばさん」（2018年7月2日） - 山田直樹 役
  - 「夏休みの約束」（2018年8月6日） - 宮下大樹 役
  - 「言い訳ばかりのサボリ新人が大反省したワケとは…」（2020年3月23日） - 石川光輝 役
  - 「母の偉大さを知った日」（2020年8月10日） - 島本俊介 役
- シャキーン!「未来からきた先生」（2019年4月1日 - 2020年3月2日、NHK Eテレ） - 南出健二 役
- THE突破ファイル 突破交番&アメリカンポリス2時間SP（2020年6月4日、日本テレビ） - 拓郎 役
- 鬼旨ラーメンGP 第2弾！人気芸能人50人が全国のラーメン爆食い！（2020年11月8日、フジテレビ）

### ミュージック・ビデオ
- 乃木坂46
  - 「バレッタ」特典映像｢伊藤万理華×湯浅弘章｣  - 少年 役
  - 「今、話したい誰かがいる｣特典映像｢生田絵梨花×湯浅弘章」 - リョウ 役
  - 「裸足でSummer」特典ショートムービー「行くあてのない僕たち」
- Setsu Fukushima「たびおと」[15]
- 中島みゆき（映画『糸』MUSIC VIDEO）「糸」[16]
- Mr.Children「Documentary film」[17]

### CM
- ほっともっと
  - 「パーティープレート」ツリーハウス篇（2013年）
  - 「パーティープレート」誕生日篇
  - 「もっと「オレっち」ジバニャン弁当」編（2016年）
    - ほっともっとのCMのうち「もっと「オレっち」ジバニャン弁当」編及び後述のヨロズマート、バンダイの「DXエンマブレード」は、南出が実写パートで主演の「映画妖怪ウォッチ 空飛ぶクジラとダブル世界の大冒険だニャン!」の天野景太（ケータ）役として登場。
- 無添くら寿司 ケータイ予約｢おねだり｣篇（2014年） - 息子役（声）
- ユニバーサル・スタジオ・ジャパン「妖怪ウォッチ THE REAL」（2015年）
- エーザイ「トラベルミンチュロップ」母の愛篇（2015年）
- バンダイ
  - 「仮面ライダーグミ（鎧武）」ジューシーすぎ篇（2014年）
  - 「仮面ライダーグミ（ドライブ）」（2015年）
  - 「DXエンマブレード」（2016年）
- ヒガシマル醤油「ちょっとどんぶり」（2016年）
- SUBARU「Your story with Episode11 / 新天地 父編」（2016年） - 橋本さとし役[18]
- SUBARU「Your story with Episode12 / 新天地 息子編」（2016年） - 橋本さとし 役[19]
- JR東海「リニア鉄道館」新幹線の青い風篇
- 阪急不動産 宝塚山手台
- BIGFACE「ヨロズマート」（関東地区限定）[20]
- バンダイナムコ Nintendo Switch「ドラゴンボール ゼノバース2」
- 花王キュレル「反抗期の息子と、おせっかいな母」（2019年）[21]

### スチール
- 西松屋
- Nissen 夏・盛夏号　総合カタログ
- 島津製作所
- Nissen なかよし共和国2012年夏号・秋号
- Nissen なかよし共和国2013年夏号・秋号
- Nissen なかよし共和国2014年春号
- 第一ゼミジュニア　パンフレット・チラシモデル
- BLOK/Betty 2017SS カタログ
- ベネッセ 進研ゼミ 中学準備講座
- SISTER JENNI　2018Autumn&Winterカタログ - WAMWAMモデル
- 『王子辞典THE NEW WAVE』（太田出版）
- SISTER JENNI　2019 SPRING - WAMWAMモデル
- 千趣会『2019冬号 ベルメゾンキッズ』
- BoyAge-ボヤ－ジュ- vol.7
- JUNON 1月号（2021年）
- BoysAge-ボヤージュ- vol.13
- TVガイドdan vol.34（東京ニュース通信社）

### ウェブ
- ニッセンオンライン